# Замиль-Коба
Замиль-Коба — многослойные стоянки каменного века в гротах у северной скальной стены балки Замиль возле бывшего села Крепкое, в 4 км к северо-западу от села Красный Мак Бахчисарайского района Крыма.
Вероятно открыты в 1880 году Константином Мережковским. В 1935—1937 годах обнаружены и раскопаны Дмитрием Крайновым.
Комплекс сложен из стоянок Замиль-Коба-І и Замиль-Коба-ІІ, расположенной в 500 м к северо-западу от первой.

## Замиль-Коба-I
Раскрыто более 130 м2, имела слои ранне-среднекаменной шан-кобинской и поздне-среднекаменной мурзак-кобинской культуры, позднее выделенные профессором Д. Я. Телегиным в 1982 году как Горнокрымская мезолитическая культура.
В двух слоях обнаружены многочисленные раковины виноградной улитки.

### 2-ый слой
В шан-кобинском слое обнаружено большое кострище, вокруг которого изготавливались орудия, и захоронение человеческой головы или черепа. Найдены скребки и резцы на сколах, много сегментов и мало трапеций, подвеска в виде оленьего зуба со сверлиной.

### 1-й слой
В мурзак-кобинском слое обнаружены микролитические пластинки, скребки на пластинках, трапеции и кремневый клиновидный топор (макролит). Фауна нижнего слоя — благородный олень, дикий кабан, баран, лошадь, заяц, волк; верхнего — дикий кабан и олень благородный, а также сайга, ослик, дикая кошка, собака.

## Замиль-Коба-II
Выявлено 8 культурных слоев:
- VIII-й слой относится к финальной древнекаменной эпохе;
- VII-й слой относится к среднекаменной эпохе;
- VI— й слой с роговыми мотыгами — ранний неолит; здесь появляются первые домашние животные (свинья, бык);
- V-й слой — поздний неолит; V — появляется мелкий рогатый скот; самыми многочисленными среди других культурных слоев поселения являются раковины виноградной улитки;
- IV-й — до бронзового века; выявлена ведущая роль скотоводства в хозяйстве поселения;
- III-I-ые слои относятся к разным периодам железного века.

Из диких видов на всех слоях поселения господствуют останки кабана, косули и благородного оленя.